# رودولفو بوديبو
رودولفو بوديبو (بالإسبانية: Rodolfo Bodipo) (مواليد 25 أكتوبر 1977 في إشبيلية - إسبانيا) لاعب كرة قدم من غينيا الاستوائية يلعب حاليا لصالح نادي الدرجة الأولى ديبورتيفو لاكورونيا الإسباني منذ 2006 في مركز المهاجم .

## روابط خارجية
- رودولفو بوديبو على موقع الاتحاد الدولي (مؤرشف)  (الإنجليزية)
- رودولفو بوديبو على موقع قاعدة بيانات كرة القدم.إي يو (الإنجليزية)
- رودولفو بوديبو على موقع ناشيونال فوتبول تيمز (الإنجليزية)
- رودولفو بوديبو على موقع Soccerbase.com (لاعب) (الإنجليزية)
- رودولفو بوديبو على موقع Soccerway.com (الإنجليزية)
- رودولفو بوديبو على موقع عالم كرة القدم.نت (الإنجليزية)
- رودولفو بوديبو على موقع كووورة
- رودولفو بوديبو على موقع AS.com (الإسبانية)